# NGC 7534
NGC 7534 este o low-surface-brightness galaxy⁠(d) situată în constelația Peștii. A fost descoperită în 1 octombrie 1864 de către Albert Marth.